# Európai adósságválság
Az euróövezeti válság, amelyet gyakran európai adósságválságnak vagy európai államadósság-válságnak is neveznek, egy több éven át tartó adósságválság és pénzügyi válság volt az Európai Unióban (EU) 2009-től, 2018-ig bezárólag Görögországban. Az euróövezet tagállamai, Görögország, Portugália, Írország és Ciprus nem voltak képesek visszafizetni vagy refinanszírozni államadósságukat, illetve megmenteni a nemzeti felügyeletük alá tartozó gyenge bankokat, ezért segítségre szorultak más euróövezeti országoktól, az Európai Központi Banktól (EKB) és a Nemzetközi Valutaalaptól (IMF). A válság magában foglalta a görög államadósság-válságot, a 2008–2014-es spanyol pénzügyi válságot, a 2010–2014-es portugál pénzügyi válságot, a 2008 utáni ír bankválságot és a 2008 utáni ír gazdasági visszaesést, valamint a 2012–2013-as ciprusi pénzügyi válságot. A válság hozzájárult a vezetés változásához Görögországban, Írországban, Franciaországban, Olaszországban, Portugáliában, Spanyolországban, Szlovéniában, Szlovákiában, Belgiumban, Hollandiában és az Egyesült Királyságban is. Emellett megszorításokhoz, a munkanélküliségi ráta 27%-os emelkedéséhez Görögországban és Spanyolországban, valamint a szegénységi szint és a jövedelmi egyenlőtlenség növekedéséhez vezetett az érintett országokban.
Az euróövezeti válság okai között szerepelt az Európai Unió gyenge gazdasága a 2008-as pénzügyi válság és a nagy recesszió után, valamint a külföldi tőke beáramlásának hirtelen leállása azokban az országokban, amelyek jelentős folyó fizetési mérleghiánnyal küzdöttek és külföldi hitelezésre voltak utalva. A válságot tovább súlyosbította, hogy az államok nem tudtak devalvációhoz (a nemzeti valuta értékének csökkentéséhez) folyamodni, mivel az euró volt a közös pénznem. Az euróövezet egyes tagállamaiban a tartozások felhalmozódása részben az euró bevezetése előtti makrogazdasági különbségeknek volt köszönhető. Ehhez hozzájárult a határokon átnyúló pénzügyi fertőzés folyamata is. Az Európai Központi Bank (EKB) olyan kamatlábat fogadott el, amely ösztönözte az euróövezet északi tagállamaiban a befektetőket, hogy hitelezzenek a déli tagállamoknak, míg a déli tagállamokat a nagyon alacsony kamatlábak ösztönözték a hitelfelvételre. Idővel ez a déli országokban elsősorban a magánszereplők által felhalmozott hiányokhoz vezetett. Az euróövezet tagállamai közötti fiskális politika koordinációjának hiánya hozzájárult az euróövezetben a tőkeáramlás egyensúlytalanságához, míg a pénzügyi szabályozás központosításának vagy harmonizációjának hiánya az euróövezet tagállamai között, valamint a bankok megmentésére irányuló hiteles kötelezettségvállalások hiánya ösztönözte a bankok kockázatos pénzügyi tranzakcióit. A válság részletes okai országonként eltérőek voltak. Számos EU-országban az ingatlanpiaci buborékokból származó magánadósságok a bankrendszer megmentése és a kormányok válasza a buborék utáni gazdasági lassulásra következtében államadóssággá alakultak át. Az európai bankok jelentős mennyiségű államadósságot birtokolnak, így a bankrendszerek vagy az államok fizetőképességével kapcsolatos aggodalmak negatívan erősítik egymást.
A válság 2009 végén kezdődött, amikor a görög kormány nyilvánosságra hozta, hogy költségvetési hiánya a korábban gondoltnál sokkal nagyobb. Görögország 2010 elején külső segítséget kért, és 2010 májusában EU–IMF mentőcsomagot kapott. Az európai országok 2010 elején egy sor pénzügyi támogatási intézkedést hajtottak végre, például létrehozták az Európai Pénzügyi Stabilitási Eszközt (EFSF) és 2010 végén az Európai Stabilitási Mechanizmust (ESM). Az EKB is hozzájárult a válság megoldásához azzal, hogy csökkentette a kamatlábakat és több mint egy billió euró értékű olcsó hitelt nyújtott az európai bankok közötti pénzforgalom fenntartása érdekében. 2012. szeptember 6-án az EKB megnyugtatta a pénzügyi piacokat azzal, hogy bejelentette, hogy az EFSF/ESM keretében korlátlan támogatást nyújt minden olyan euróövezeti országnak, amely szuverén államok mentőcsomagjában/elővigyázatossági programjában részt vesz, néhány hozamcsökkentő nyílt monetáris tranzakció (OMT) révén. Írország és Portugália 2010 novemberében, illetve 2011 májusában kapott EU-IMF mentőcsomagot. 2012 márciusában Görögország második mentőcsomagot kapott. Ciprus is mentőcsomagot kapott 2012 júniusában.
A gazdasági növekedéshez való visszatérés és a strukturális hiányok javulása lehetővé tette Írország és Portugália számára, hogy 2014 júliusában kilépjenek a mentőcsomag-programokból. Görögország és Ciprus 2014-ben részben visszanyerte piaci hozzáférését. Spanyolország soha nem kapott hivatalosan mentőcsomagot. Az ESM-től kapott mentőcsomagja banki feltőkésítési alapra volt szánva, és nem tartalmazott pénzügyi támogatást magának a kormánynak.